# Doble Paradiddle
El doble paradiddle es uno de los veintiséis rudimentos clásicos del instrumento musical tambor.
Su manuación es la siguiente:
Las mociones son (en orden): Down, Tap, Tap, Up, Tap, Tap.